# Broken Age
Broken Age — эпизодическая приключенческая игра от Тима Шейфера. Игра создана компанией Double Fine Productions и разделена на 2 действия. Первое действие было выпущено 28 января 2014 года, второе — 29 апреля 2015 года.

## Игровой процесс
Игрок по отдельности управляет двумя подростками — мальчиком по имени Шей и девушкой по имени Велла. Во время игры можно произвольным образом переключаться между обоими персонажами в любой момент времени. Повествование таково, что создается впечатление, что эти два персонажа никак не связаны, однако сюжет пронизывают события, одинаковые для обеих линий.
Игрок, управляя двумя персонажами, исследует окружающий мир и взаимодействует с элементами локации, а также собирает и использует различные предметы. Предметы из инвентаря можно перетаскивать на определённую часть экрана или же объединять с другими предметами. Игрок может инициировать переговоры с неигровым персонажем через систему выбора. При диалогах игроку предлагается несколько вариантов ответа.

## Сюжет
Первое действие
В игре описывается история двух, совершенно разных подростков.
Велла — молодая девушка, живущая в мире, уничтоженном чудовищем (Мог Чотра). Жители разных деревень каждые 14 лет приносят в жертву чудовищу определённое количество девушек на Пире дев. Велла становится избранной в деревне Сахарин (чему рада вся семья), однако она утверждает, что если уничтожить чудовище, то ритуалам придёт конец. Ей удаётся ускользнуть от чудовища, после чего она оказывается в Мерилофте, небольшой колонии на облаках, где недавно проводился свой Пир. Перевесив облака, Велла возвращается на землю. Она оказывается в городе-порте Шелмаунд, куда вскоре прибудет Мог Чотра на очередной Пир. Она обнаруживает храм Слепого Бога, который является древним космическим кораблём. Она пробуждает бывшего пилота корабля, который помогает ей активировать оружие против чудовища. Став избранной на местном Пире, Велла становится ближе к чудовищу. Когда Мог Чотра прибывает на местный Пир, Велла запускает оружие и побеждает чудовище. От нахлынувшей волны, Велла теряет сознание.
Шей — молодой парень и единственный пассажир блуждающего в космосе космического корабля «Басиностра». Дневной искусственный интеллект корабля (мама Шея) занимает его детскими играми — «миссиями» и пытается оградить его от внешнего мира, в то время как ночной искусственный интеллект (отец Шея) хочет сделать его независимым человеком. Однажды он встречает на корабле существо в обличии волка по имени Марек. Он сообщает Шею, что в галактике начинается серьёзная война и Шей, втайне от всех, должен спасти невинных существ. Марек говорит, что для спасения всех существ нужно отправиться в колонию под названием «Верная смерть». Обхитрив Космоткача, Шей оказывается в нужном месте. Включив нужное оборудование, Шей продолжает спасать невинных жертв, но корабль атакуют. Марек оказывается в ловушке. Шей выходит в открытый космос и видит неизвестную вражескую силу. Под атакой корабля, Шей теряет сознание.
Очнувшись Велла подходит к поверженному чудовищу. Рот чудовища открывается, и из него выходит Шей. Как оказалось, корабль в которой всё это время находился Шей — это Мог Чотра. Велла набрасывается на Шея, но спотыкается и оказывается внутри чудовища. Тем временем, Шей выходит на берег. Рот чудовища закрывается. Велла и Шей оказываются в разных мирах…
Второе действие
Велла и Шей понимают, что монстр Мог Чотра — космический корабль, а невинные существа, которых спасал Шей — девушки с фестиваля жертвоприношения.
Велла встречает Марека, который узнал девушку. Она та самая последняя девушка, которую пытался спасти Шей, но у него не получалось. Марек также говорит, что пытается перехватить управление корабля у «Неё» и, что все «спасённые» девушки находятся взаперти в одной из комнат на корабле. Велла находит на корабле «Её», а точнее маму Шея — Хоуп. Они обе оказываются взаперти в одной из комнат, но их освобождает робот-уборщик. Марек на самом деле является обитателем Лоруны и давним знакомым семьи Шея. Корабль попадает на фабрику по производству других кораблей, и Велла решает взорвать фабрику. Ей это удаётся. Взорвав фабрику, она заводит корабль и собирается покинуть Лоруну.
Шей находит возле корабля своего отца. Тот говорит, что на корабле осталась мать Шея — Хоуп. Шей пытается найти помощь в храме Слепого Бога и находит там Алекса. Он тоже был пассажиром на космическом корабле, который отправили 300 лет назад. Теперь он пытается вновь завести свой корабль и обещает довести Шея и его отца на Лоруну. Шей добывает все необходимые детали для корабля, однако на борт поднимаются родственники Веллы. Им приходится лететь вместе с героями.
Оба корабля врезаются друг в друга на выходе из Чумной Плотины. В корабли стреляют снарядами. Велла и Шей используют пульты, которые у них остались со времён 1-го действия для дистанционного управления соседним кораблём. Двигатель перегревается, и корабли начинают плавиться. В последний момент Шей чуть ли не падает в пропасть, но его спасает робот Гэри, отдав при этом свою жизнь. Все пассажиры обоих кораблей успевают выбраться на поверхность. Игра заканчивается очередной встречей Веллы и Шея, но на сей раз спокойной.

## Разработка
Разработка Broken Age началась с привлечения средств на Kickstarter 8 февраля 2012 года. Кампания по привлечению средств на проект, не имевшего пока собственного названия и названного как «Double Fine Adventure», завершилась феноменальным успехом. При заявленных 400 000 долларах США, необходимых для старта разработки, было собрано свыше 3,3 миллиона долларов, причем за первые 24 часа было собрано более одного миллиона. Представители Kicktstarter признали, что подобной динамики по привлечению вкладчиков и средств на тот момент в истории сайта ещё не было.
При достижении отметки 1,35 млн долларов Шейфер отметил, что эта цифра уже превысила бюджет Day of the Tentacle (600 000) и близка к бюджету Full Throttle (1,5 млн.). Отметка в 2 миллиона долларов была достигнута 20 февраля 2012 года, через 12 дней после старта.. К завершению кампании 13 марта было собрано свыше 3,3 млн долларов от более 87 тысяч вкладчиков, благодаря чему сумма сравнялась с бюджетами Costume Quest, Stacking, и Grim Fandango.
Double Fine ввела дополнительные нововведения, на которые планировалось потратить дополнительные средства, в числе которых выпуск игры на другие платформы (Mac OS X, Linux, iOS и Android), перевод игры на другие языки (французский, немецкий, итальянский и испанский). Также было обещано, что после выхода для вкладчиков будет доступна свободная от DRM версия игры.
В июле 2013 года Шейфер сообщил, что игра будет выпущена с задержкой и по частям, так как собранных на Kickstarter денег не хватит, чтобы реализовать проект в полном масштабе. В итоге игра была разделена на две части, первая вышла 28 января 2014 года (вкладчики получили игру на две недели раньше — 14 января), вторая — 29 апреля 2015 года.

## Реакция
| Сводный рейтинг       | Сводный рейтинг                                                                                            |
| Агрегатор             | Оценка |
| --------------------- | --- |
| GameRankings          | PC: 82,70 % (Act 1) PC: 73,74 % (Act 2) PS4: 82,59 %                                                       |
| Metacritic            | PC: 76/100 (Act 1) PC: 82/100 (Act 1) iOS: 76/100 (Act 2) PC: 73/100 PS4: 81/100 VITA: 90/100 XONE: 78/100 |
| Иноязычные издания    | |
| Издание               | Оценка |
| Destructoid           | 9,5/10 |
| Eurogamer             | 7/10 |
| Game Informer         | 8/10 |
| GameSpot              | 7/10 |
| IGN                   | 9,5/10 |
| Polygon               | 9/10 |
| TouchArcade           | iOS: |
| Русскоязычные издания | |
| Издание               | Оценка |
| Riot Pixels           | 79 % |
| «Игромания»           | 9/10 |

Первое действие игры получило преимущественно положительные отзывы критиков, средний балл на агрегаторе рецензий Metacritic — 82/100. Адам Сесслер из Rev3Games поставил первому действию 4 из 5, назвав его красивой игрой с чудесным и смешным стилем. Джастин МакЭлрой из Polygon, выделил персонажей игры, называя их «приземленными, в то же время встречающими глупость и ненастья с храброй, прочувствованной искренностью», что придает игре «глубину, которой не хватает в других „смешных“ играх». Через месяц после выпуска второго действия Тим Шейфер, подтвердил, что его продажи достаточны для того, чтобы покрыть оставшиеся затраты на разработку второго действия.
Второе действие игры, выпущенное через год, получило похожую реакцию, со средним баллом на Metacritic 73/100. Несмотря на это, многие критики восприняли второе действие как разочарование после успеха первого: Джон Уокер из Rock, Paper, Shotgun высоко оценил работу художников и озвучку, но раскритиковал действие 2 за его повторное использование локаций из действия 1 и неяркое окончание, выпустив вслед за рецензией большую статью, в которой он продолжил критиковать историю. Другие критики имели похожие жалобы, в том числе Джастин МакЭлрой, который в обновлении к своему первому обзору действия 1 был разочарован слишком большим количеством загадок во второй половине. Он также повторил общую критику разочаровывающей сложности головоломок, которая, по мнению многих обозревателей, была гораздо сложнее, чем в первом акте, особенно если игроки пытались пройти их, не переигрывая первую половину.
Летом 2018 года, благодаря уязвимости в защите Steam Web API, стало известно, что точное количество пользователей сервиса Steam, которые играли в игру хотя бы один раз, составляет 419 666 человек.